# 김충용 (탁구 선수)
김충용(金忠勇, 1943년 5월 3일 ~ )은 대한민국의 탁구선수였다. 1966년 태국 방콕 아시안게임 남자단식부문 결승전에서 당시 세계랭킹 1위인 일본 선수 하세가와를 3대2로 누르고 우승하며 탁구부문 국제대회에서 대한민국 최초 단식 금메달을 획득하였다.

## 수상
- 1964 제18회 전국종합탁구선수권대회 남자복식 우승
- 1964 제18회 전국종합탁구선수권대회 개인단식 우승
- 1965 제19회 전국종합탁구선수권대회 남자복식 우승
- 1966 제20회 전국종합탁구선수권대회 남자복식 우승
- 1967 제21회 전국종합탁구선수권대회 개인단식 우승
- 1968 제22회 전국종합탁구선수권대회 남자복식 우승
- 1968 제14회 전국남녀 종별탁구선수권대회 남자단식우승
- 1969 제23회 전국종합탁구선수권대회 개인단식 우승
- 1969 뮌헨 세계탁구선수권대회 단체전 동메달
- 1970 제16회 전국남녀 종별탁구선수권대회 남자개인복식 우승
- 1971 제17회 전국남녀 종별탁구선수권대회남자개인단식 우승
- 1971 제17회 전국남녀 종별탁구선수권대회 남자개인복식 우승

## 학력
- 대구 동인초등학교 (졸업)

- 대구 경일중학교 (졸업)
- 대구 상업고등학교 (졸업)
- 경기대학교 행정학과 (졸업)

## 경력
- 1963 - 1975 전매청 탁구선수
- 1976 - 1978 한국조폐공사 탁구팀 감독
- 1979 - 2009 삼성탁구단 감독
- 1981 제51회 전미오픈탁구선수권대회. 대표팀감독
- 1981 제2회 서울오픈. 남자대표팀코치
- 1983 제37회 도쿄세계탁구선수권대회. 남자대표팀코치
- 1984 제3회 서울오픈. 대표팀전임감독
- 1984 제7회 아시아선수권대회. 대표팀전임감독
- 1986 제10회 서울아시안게임 조직위원회. 탁구경기 위원장
- 1988 제24회 서울올림픽 조직위원회. 탁구경기 위원장
- 1991 지바 세계탁구선수권대회 남북 단일팀. 한국대표단 전문가 포지션
- 1992 제25회 바르셀로나 올림픽. 한국 남자 탁구대표팀 감독
- 2000 평양남북친선탁구대회. 삼성생명 탁구단총감독
- 1999 - 2001 대한탁구협회. 부회장 겸 전무이사
- 2009 - 2018 대한탁구협회 부회장
- 2010 - 2013 S-OIL 탁구팀 감독
- 2011 네덜란드 로테르담 세계탁구선수권대회 한국대표선수단 단장
- 2017 독일 뒤셀도르프 세계탁구선수권대회 한국대표선수단 단장

## 서훈
- 1967. 대한체육회 최우수선수상
- 1967. 한국체육상
- 1967. 대한민국 체육상
- 1968.대한탁구협회표창
- 1982. 체육훈장 백마장
- 1982. 체육훈장 기린장
- 1982. 체육훈장 모란장
- 1982. 대통령표창
- 1989. 국무총리표창
- 2013. 대한체육회장표창